# Dasiops inyanga
Dasiops inyanga är en tvåvingeart som beskrevs av Mcalpine 1960. Dasiops inyanga ingår i släktet Dasiops och familjen stjärtflugor.
Artens utbredningsområde är Zimbabwe. Inga underarter finns listade i Catalogue of Life.